# ジョン・グッドイナフ
ジョン・B・グッドイナフ（英: John Bannister Goodenough, 1922年7月25日 - 2023年6月25日）は、アメリカ合衆国の固体物理学者。テキサス大学オースティン校教授（機械工学、材料科学）。リチウムイオン二次電池開発の第一人者として知られるほか、金森順次郎と共にグッドイナフ-金森則（Goodenough-Kanamori rules）を発見した。

## 人物
父親のアーウィン・グッドイナフはイェール大学の宗教学者。ヴァイマル共和政時代のドイツ国イェーナで生まれ、アメリカ合衆国コネチカット州のニューヘイブン近郊で育つ。イェール大学で数学を専攻し、1944年に卒業。第二次世界大戦後に軍隊に召集され、除隊後、シカゴ大学大学院に進学。1952年に物理学の博士号を取得した。
2019年、リチウムイオン二次電池開発の功績により、スタンリー・ウィッティンガム、吉野彰と共にノーベル化学賞を受賞。97歳での受賞はノーベル賞史上最高齢であった。最晩年はテキサス州オースティンにある介護付き生活施設にて過ごし、2023年6月25日に満100歳で死去した。文化人類学者のワード・ハント・グッドイナフは兄。

## 経歴
- 1951年 - ウェスティングハウス・エレクトリック研究技術者
- 1952年〜1976年 - マサチューセッツ工科大学リンカーン研究所研究員
- 1976年〜1986年 - オックスフォード大学教授、同無機化学研究所長
- 1986年〜2023年 - テキサス大学オースティン校教授

## 役職
- 全米技術アカデミー会員
- フランス科学アカデミー会員
- 王立協会外国人会員

## 受賞歴
- 1975年 - センテナリー賞
- 1989年 - フォン・ヒッペル賞
- 1999年 - オーリン・パラジウム賞
- 2001年 - 日本国際賞[5]
- 2009年 - エンリコ・フェルミ賞
- 2011年 - アメリカ国家科学賞
- 2012年 - IEEE環境・安全技術メダル
- 2014年 - チャールズ・スターク・ドレイパー賞
- 2015年 - トムソン・ロイター引用栄誉賞
- 2017年 - ウェルチ化学賞
- 2018年 - ベンジャミン・フランクリン・メダル
- 2019年 - コプリ・メダル
- 2019年 - ノーベル化学賞
- 2021年 - ワシントン賞

## 論文
- John B. Goodenough (1955). “Theory of the role of covalence in the Perovskite-type Manganites [La, M(II)]MnO3”. Phys. Rev. 100:  564–573. Bibcode: 1955PhRv..100..564G. doi:10.1103/physrev.100.564.
- K. Mizushima; P.C. Jones; P.J. Wiseman; J.B. Goodenough (1980). “LixCoO2 (0<x<-1): A new cathode material for batteries of high energy density”. Mater. Res. Bull. 15 (6):  783–799. doi:10.1016/0025-5408(80)90012-4.
- John B. Goodenough (1985). B. Schuman, Jr.. ed. “Manganese Oxides as Battery Cathodes”. Proceedings Symposium on Manganese Dioxide Electrode: Theory and Practice for Electrochemical Applications (Re Electrochem. Soc. Inc, N.J.) 85-4:  77–96.
- Lightfoot, P.; Pei, S. Y.; Jorgensen, J. D.; Manthiram, A.; Tang, X. X. & J. B. Goodenough. "Excess Oxygen Defects in Layered Cuprates", アルゴンヌ国立研究所, テキサス大学オースティン校, Materials Science Laboratory アメリカ合衆国エネルギー省, アメリカ国立科学財団, (September 1990).
- Argyriou, D. N.; Mitchell, J. F.; Chmaissem, O.; Short, S.; Jorgensen, J. D. & J. B. Goodenough. "Sign Reversal of the Mn-O Bond Compressibility in La1.2Sr1.8Mn2O7 Below TC: Exchange Striction in the Ferromagnetic State", アルゴンヌ国立研究所, テキサス大学オースティン校, Center for Material Science and Engineering  アメリカ合衆国エネルギー省, アメリカ国立科学財団, ウェルチ財団, (March 1997).
- A.K. Padhi; K.S. Nanjundaswamy; J.B. Goodenough (1997). “Phospho-Olivines as Positive Electrode Materials for Rechargeable Lithium Batteries”. J. Electrochem. Soc. 144 (4):  1188–1194. doi:10.1149/1.1837571.
- John B. Goodenough (2004). “Electronic and ionic transport properties and other physical aspects of perovskites”. Rep. Prog. Phys. 67 (11):  1915–1973. Bibcode: 2004RPPh...67.1915G. doi:10.1088/0034-4885/67/11/R01.
- Goodenough, J. B.; Abruna, H. D. & M. V. Buchanan. "Basic Research Needs for Electrical Energy Storage. Report of the Basic Energy Sciences Workshop on Electrical Energy Storage, April 2-4, 2007", アメリカ合衆国エネルギー省] (April 4, 2007).
- “John B. Goodenough”. Faculty (テキサス大学オースティン校 Mechanical Engineering Department). (May 3, 2005).  オリジナルのSeptember 28, 2011時点におけるアーカイブ。 2011年8月23日閲覧。.